# Somló István (színművész, 1902–1971)
Somló István, születési nevén Szontágh István (Szolnok, 1902. május 8. – Budapest, 1971. április 5.) Kossuth-díjas magyar színész, színpadi- és rádiós rendező, színigazgató, érdemes és kiváló művész.

## Élete
Apja Somló Jenő (1860–1920) pénztári titkár, az Országos Munkásbetegsegélyző és Balesetbiztosító Pénztár aligazgatója, a Magyar Ipar című lap munkatársa és az Országos Iparegyesület levelező tagja volt. Lembergből települt Magyarországra, s nevét 1911-ben magyarosította Somlóra. Anyja Berger Sarolta, albertirsai születésű volt. 
1923-ban végzett a Színművészeti Akadémián, s ezután a Renaissance Színházhoz szerződött. A Belvárosi Színház tagja volt 1924 és 1926 között. 1926-ban a Vígszínház tagja lett. 1928-tól 1931-ig a Színészújság és a Népszava újságírója volt. 1939-ben házasságot kötött Fleischmann Oszkár és Krausz Margit lányával, Mártával. A második világháború alatt zsidó származása miatt nem játszhatott színpadon. 
A háború utáni első rendezése Gorkij Éjjeli menedékhely című darabja volt, ezzel a bemutatóval nyílt meg az új Vígszínház 1945. május 1-jén. 1948–1949-ben Tolnay Klárival és Benkő Gyulával a Vígszínház igazgatója volt. 1949-től 1951-ig a Belvárosi Színház, 1951-től 1959-ig a Nemzeti Színház tagja volt. 1959 és 1962 között ismét a Vígszínház igazgatója volt. 1962-ben nyugdíjba vonult. 
Első filmszerepe az 1935-ben készült Ez a villa eladó című filmben, utolsó filmszerepe az 1960-ban készült Virrad című filmben volt. Szerepelt rádiójátékokban és rendezett is. Nevéhez fűződik 1925-ben az első Magyarországon elhangzott rádiójáték – P. Geraldy: Szeretni – rendezése.

## Színpadi szerepeiből
- Sidney Kingsley: Az orvos....Orvos
- Szép Ernő: Háromlevelű lóhere....Az író
- Makszim Gorkij: Éjjeli menedékhely....Szatyin
- Molnár Ferenc: A hattyú....Albert herceg
- Molnár Ferenc: A császár... Armand Desroses
- Molnár Ferenc: Liliom... Fogalmazó
- J. B. Priestley: Váratlan vendég....Coole felügyelő
- Illyés Gyula: Fáklyaláng....Aulich Lajos
- George Bernard Shaw: Warrenné mestersége....Praed
- George Bernard Shaw: Pygmalion....Higgins
- Molière: A képzelt beteg... Béralde
- Jean-Paul Sartre: Főbelövendék klubja....Jules Palotin
- Eugene O’Neill: Különös közjáték....Gordon
- Eugene O’Neill: Mindörökké... John Loving
- Mikszáth Kálmán: A Noszty fiú esete Tóth Marival....Malinka
- Makszim Gorkij: Szomov és a többiek....Bogomolov

## Színpadi rendezései
- Makszim Gorkij: Éjjeli menedékhely

## Filmjei
- Ez a villa eladó (1935)
- Úrilány szobát keres (1937)
- Becsület és dicsőség (1951)
- Gyarmat a föld alatt (1951)
- Nyugati övezet (1952)
- A város alatt (1953)
- Rokonok (1954)
- Különös ismertetőjel (1955)
- Budapesti tavasz (1955)
- Ünnepi vacsora (1956)
- Hannibál tanár úr (1956)
- Az élet hídja (1956)
- Mese a 12 találatról (1957)
- Két vallomás (1957)
- A tettes ismeretlen (1957)
- Láz (1957)
- A császár parancsára (1957)
- Éjfélkor (1957)
- Sóbálvány (1958)
- Pár lépés a határ (1959)
- Virrad (1960)

## Könyvei
- Színészek, szerepek (1957)
- Színészek, rendezők (1965)
- Kor- és pályatársak (1968)

## Díjai, elismerései
- Érdemes művész (1956)
- Kossuth-díj (1957)
- Kiváló művész (1962)